# Mariam Habach
Mariam Habach Santucci (O Tocuyo, Venezuela; 26 de janeiro de 1996) é uma modelo e rainha de beleza venezuelana, representante do Estado Lara no Miss Venezuela 2015, concurso do qual resultou ganhadora. Mariam foi a representante da    Venezuela no Miss Universo 2016, não obtendo nenhuma classificação na noite final.

## Biografia
Mariam Habach nasceu no seio de uma família de imigrantes assentados em Tocuyo, estado de Lara. Seu pai, Antonio Habach, é um empresário nascido em Tartús, na Síria e sua mãe, Pasqualina Santucci O Presti, é originaria de Avellino e Agrigento, em Itália. Por esta razão, a modelo fala árabe e italiano. Anterior à participação no certame de beleza nacional venezuelano, Mariam ganhou o concurso Señorita Centroccidental 2015. Em paralelo a sua carreira no mundo da modelagem, Mariam estuda odontologia na Universidade José Antonio Páez de Valencia.

## Trajectória

### Miss Venezuela 2015
Cabe assinalar que na gala interactiva, evento prévio à noite final do Miss Venezuela 2015, Mariam ganhou a banda especial de "Miss Beleza Integral". A final do certamen realizou-se a noite do 8 de outubro em Caracas, onde Mariam competiu com outras 24 candidatas provenientes de diversas regiões do país. Ao final do evento consagrou-se como Miss Venezuela 2015 e foi coroada de mãos de sua antecessora, Mariana Jiménez. Como titular de Miss Venezuela, Mariam é a representante de Venezuela no Miss Universo 2016.

### Miss Universo 2016
Como parte de suas responsabilidades como Miss Venezuela, Habach obteve a responsabilidade de representar o país na sexagésima quinta edição de Miss Universo, que aconteceu na Filipinas e a final foi em 29 de janeiro de 2017. No concurso competiu com outras 85 candidatas de diversas partes do mundo.
Em 17 de janeiro, obtém a primeira premiação especial durante o concurso, desta vez recebendo o reconhecimento de Miss Flawless of the Universe, quem foi entregue por parte de uma das empresas patrocinantes durante a apresentação das candidatas em trajes de banho, ao ser  considerarada como o melhor corpo e a melhor pele de Miss Universo. Por tal motivo, Mariam será a imagem de dita empresa e foi acreditada com um prêmio de 1.000 dólares, além de uma banda conmemorativa. Dois dias, depois, obtém outra premiación especial, desta vez como Miss Phoenix Elegance.
Mas, na noite final, para a surpresa de muitos, não obteve nenhuma classificação, apesar de ser uma das grandes favoritas do público.